# Karel Hamm
Karel Joseph Marie Hamm (Venlo, 21 mei 1876 - aldaar, 6 mei 1937) was een Nederlands pianist, componist, dirigent en muziekpedagoog.

## Biografie
Hij was een zoon van componist/muziekleraar Gerhard Hamm en Maria Elisabeth Hubertine van Daelen. Hijzelf was getrouwd met Maria van Ruitenbeek.
Zijn eerste muzieklessen kwamen van zijn vader, maar in tegenstelling tot zijn vader studeerde Karel Hamm verder aan het Conservatorium van Keulen (1898-1902). De meeste studietijd werd besteed aan de piano. Zijn muziekleven werd grotendeels gevuld door werkzaamheden in Venlo en omstreken, zoals directeur van de Venlose muziekvereniging (Philharmonie Venlo/ Venlose Concertvereniging), een liedertafel en het door zijn vader opgerichte Gemengd Koor Venlo. Ook gaf hij leiding aan verenigingen in de buurt, zoals de Männdergesangverein en Gemischtes Chor in Lobberich. Hij gaf ook leiding aan het orkest Mignon uit Tegelen, dat wel de plaatselijke Passiespelen begeleidde. Hij was voorts oprichter en enige tijd directeur van muziekscholen in Venlo en Eindhoven.
Hij was liefhebber van de muziek van Richard Wagner en Giacomo Puccini. Het Nederlands Muziek Instituut heeft zijn archief in beheer.

## Oeuvre
Zijn werklijst tot 1910 bevat veelal manuscripten:
- opus 1: Gotentrue, ballade voor solisten, mannenkoor en orkest
- opus 2: Traumkönig und sein Weib, voor sopraan, solokwartet, gemengd koor en orkest
- opus 3: Van mannen in oorlog en mannen in vree, voor mannenkoor
- opus 4: Huldiging van den zang, voor mannenkoor (won een compositiewedstrijd en diende als verplicht werk voor koren tijdens een zangwedstrijd in Amsterdam)
- opus 5: Belsasar, voor mannenkoor
- opus 6: Zes liederen voor zangstem en piano
- opus 7: Enkele niemandallen, voor piano
- opus 8: Ach, wie ist’s möglich en Eslein; twee liederen voor mannenkoor
- opus 9: Zes liederen voor zangstem met piano
- opus 10: Friedrich Rothbart, ballade voor mannenkoor
- opus 11: Drie feestcantaten voor drie jubilea (Deken van Venlo en twee scholen)
- opus 12: Anekdote en Holland’s lied, twee liederen voor mannenkoor
- opus 13: Zes liederen voor mannenkoor
- opus 14: Vijf liederen voor zangstem en piano
- opus 15: Helges Hochzeit, ballade voor bariton en piano
- opus 16: Drie walsen voor piano
- opus 17: Melodie en Romance voor viool en piano
- opus 18: Postludium voor orgel
- opus 19: Pater noster, voor mannenkoor (verplicht werk voor een internationaal korenwedstrijd in Amsterdam 1907)
- opus 20: Stormweer, voor mannenkoor
- opus 21: Het woud voor mannenkoor, opgedragen aan een koor uit Den Bosch
- opus 22: Studentenlied
- opus 23: Ave Maria voor mannenkoor
- opus 24: Schön Röslein, lied voor zangstem en piano

In 1928 volgde de opera Sara op een libretto van zijn broer G. Hamm. Plaats en tijd van handeling is Egypte ten tijde van de farao’s. Het verhaal is gebaseerd op de roman Pharao van Alexander Glowacki, pseudoniem van Bołesław Prus. Voorts kwam zijn oratorium De Rozenkranskoningin. Zijn operette (opera comique) getiteld De boschkat werd te Kaapstad uitgevoerd toen prinses Juliana der Nederlanden de stad in (1936/1937) een bezoek bracht. Een andere operette kreeg de titel De meikoningin van Geleen. Op het eind van zijn leven componeerde hij voornamelijk missen. Een requiem bleef onvoltooid.
Hamms muziek verdween in de vergetelheid, maar in 2021 verscheen een cd waarop de pianist Camiel Boomsma pianomuziek vastlegde van Karel Hamm en zijn vader Gerhard.
- Gemeinsame Normdatei: 124908198X
- International Standard Name Identifier: 0000 0003 9179 4856
- Nederlandse Thesaurus van Auteursnamen: 069370001
- Virtual International Authority File: 285693551
- WorldCat: E39PBJbM87FB3MccGkk4WyBpT3